# Betty García
Gloria Argentina García (Avellaneda, 11 de agosto de 1941), más conocida como Betty García, es una futbolista retirada que integró la selección argentina participante de la Copa Mundial Femenina de Fútbol de 1971. Su carrera deportiva se desarrolló entre 1959 y 1984. Está considerada como una de las pioneras del fútbol femenino en Argentina. Es directora técnica del Norita Fútbol Club.

## Trayectoria

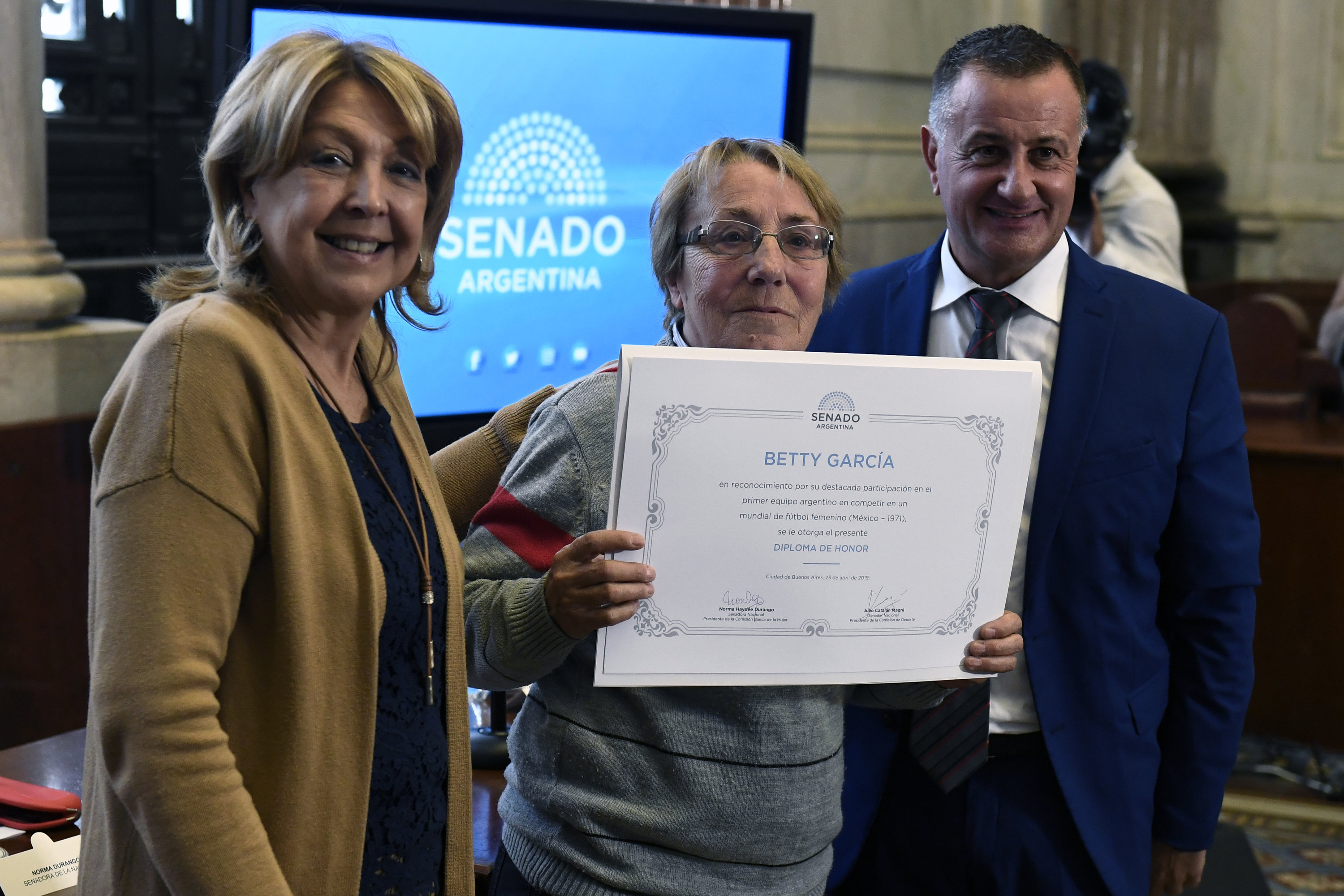
Betty García siendo homenajeada con un Diploma de Honor en el Congreso de la Nación.

Comenzó su carrera a los 19 años en el Club Atlético All Boys, después estuvo un tiempo en Club Atlético Piraña y en 1961 pasó a Nacional de Montevideo, en donde se despeñó como delantera durante dos temporadas, y siendo de ese modo una de las primeras futbolistas argentinas en jugar en el exterior.
Luego de su regreso a Argentina estuvo en el Club Atlético Tigre junto a Blanca Brúccoli, Eva Lembessi, Zulma Gómez y Zunilda Troncoso, quienes también serían sus compañeras de equipo en el mundial de 1971.
Un empresario llamado Juan Doce organizaba partidos de exhibición recorriendo el interior del país. Betty García, que por aquel entonces trabajaba en una fábrica de guantes, aprovechaba los fines de semana para participar de esas giras, y así disputó partidos en estadios de diversas localidades de Buenos Aires y en otras provincias como Córdoba, Corrientes, Entre Ríos y Misiones.
También estuvo un tiempo en Universitario, en donde conoció a la también futura mundialista Marta Soler. Allí ambas participarían en giras organizadas por un hombre de apellido Harrington, quien además sería luego quién organizaría la selección femenina argentina que disputaría el mundial de 1971 en México.
En la Copa Mundial Femenina de 1971 tuvo una participación destacada en el equipo argentino siendo además una de sus capitanas.
Luego jugó en Racing Club, siendo campeona de un torneo de un mes de duración jugado en 1978.
Desde 2017 se desempeña como directora técnica del Norita Fútbol Club, equipo de fútbol argentino que toma su nombre en homenaje a Nora Cortiñas.